# Fish Creek (Arktischer Ozean)
Der Fish Creek (fish englisch für „Fisch“, creek für „kleinerer Fluss“) ist ein 175 Kilometer langer Zufluss der Beaufortsee im Norden des US-Bundesstaats Alaska. 

## Verlauf
Der Fish Creek hat seinen Ursprung im Südosten einer Seenlandschaft südöstlich von Point Barrow. Er schlängelt sich mit unzähligen Mäandern in nordöstlicher Richtung durch die Tundralandschaft der Küstenebene und nimmt dabei den Inicok Creek von links sowie Judy Creek und Ublutuoch River von rechts auf. Schließlich mündet er in die Harrison Bay. Das Mündungsdelta des Colville River befindet sich weiter östlich. Das Einzugsgebiet des Fish Creek befindet sich in der National Petroleum Reserve in Alaska.

## Name
Der Flussname wurde 1951 vom U.S. Coast and Geodetic Survey (USC&GS) gemeldet.